# Föderation Suryoye Deutschland

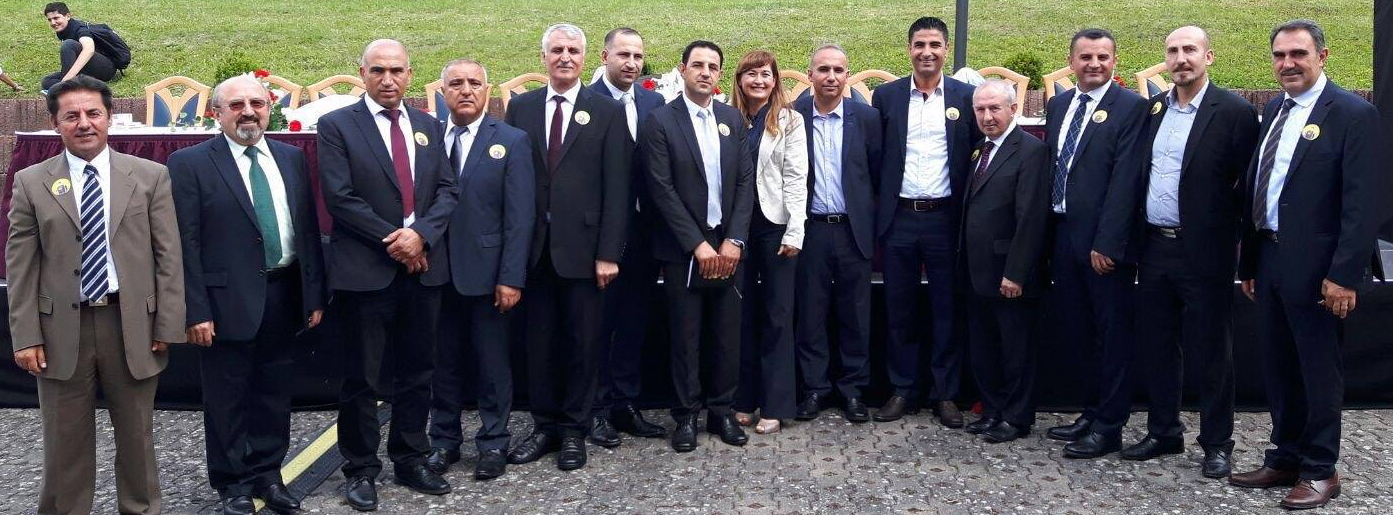
Föderation Suryoye Deutschland (HSA) Jahreshauptversammlung 2016 in Giessen

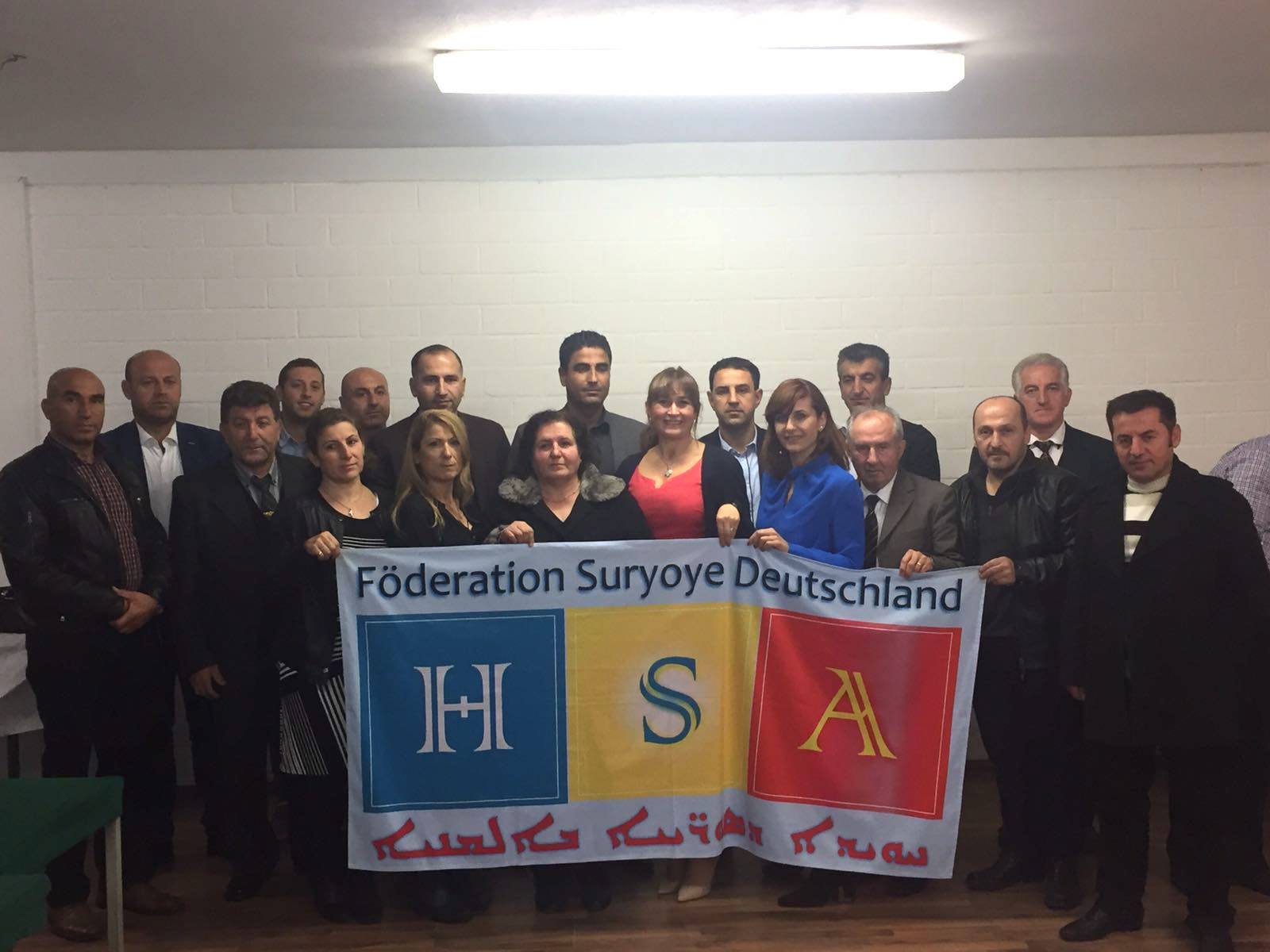
Jahreshauptversammlung in Giessen 2016

Föderation Suryoye Deutschland (reichsaramäisch ܚܘܝܕܐ ܣܘܪܝܝܐ ܕܐܠܡܢܝܐ Huyodo Suryoyo d’Almanya) ist ein Dachverband der in Deutschland lebenden Suryoye, vor allem der christlichen Minderheit des Tur Abdin.

## Namensherkunft
Suryoye ist die syrisch-aramäischsprachige Eigenbezeichnung für mehrere christliche Volksgruppen im Nahen Osten, insbesondere Aramäer, Assyrer, Chaldäer, Maroniten und Melkiten. Die Suryoye sind eines der ältesten christlichen Völker der Welt und stammen aus dem ehemaligen Mesopotamien. Seit Jahrhunderten verfolgt und vertrieben, lebt das staatenlose Volk verstreut auf allen Kontinenten.

## Geschichte
Die Föderation wurde am 3. Oktober 2007 in Heilbronn gegründet und in das Vereinsregister beim Amtsgerichts Heilbronn eingetragen. Rechtlich handelt es sich um eine Nichtregierungsorganisation (NGO). Bei der Gründung 2007 wurde bewusst die aramäische Selbstbezeichnung gewählt, um Streitigkeiten um die Verwendung der Bezeichnungen Aramäer, Assyrer und Chaldäer beizulegen und Offenheit für alle Gruppierungen zu demonstrieren. Die HSA fungiert als Dachverband für bisher 17 Mitgliedsvereine. Alle zwei Jahre finden Neuwahlen zum Vorstand statt. In den Vorstand werden Delegierte der Mitgliedsvereine gewählt.
Der Dachverband setzt sich für soziale, kulturelle und politische Belange ein und fördert gleichzeitig die Erhaltung der Kultur sowie die Integration der lebenden Suryoye (Assyrer, Aramäer und Chaldäer) in Deutschland. Ziele der HSA sind der Austausch der Suryoye innerhalb Deutschlands und die Förderung ihrer Kultur und die Vertretung nationaler Belange der Minderheit. Schwerpunkt der Föderationsarbeit ist zudem die Öffentlichkeitsarbeit, um die Historie und Wurzeln der heimatlosen Suryoye zu wahren und auf die Situation der noch verblieben Christen im Nahen Osten aufmerksam zu machen.
Die Föderation Suryoye Deutschland (HSA) ist einer der fünf Träger des Bundes der Suryoye-Organisationen in Deutschland; die anderen sind: die Syrisch-Orthodoxe Kirche von Antiochien in Deutschland, der Zentralverband der Assyrischen Vereinigungen in Deutschland (ZAVD), die European Syriac Union (ESU) und der Dachverband der Entwicklungsvereine Tur Abdin (DETA).

## Mitgliedsvereine
- Aramäischer Sport- und Kulturverein Tur Abdin Kirchardt e. V. (ASK)
- Aramäischer Sport- und Kulturverein Heilbronn e. V. (Aramäer Heilbronn)
- Suryoye Tauberbischofsheim e. V.
- Suryoye Kulturverein Hamburg e. V.
- Suryoye Ruhrgebiet e. V.
- FC Turabdin-Babylon Pohlheim e. V.
- Suryoye Pforzheim e. V.
- Suryoye-Deutscher Verein Gießen e. V.
- Kulturzentrum Bethnahrin Gütersloh e. V.
- Suryoye Kirchhausen e. V.
- Turabdin Würzburg e. V.
- Tur Abdin Memmingen e. V.
- Suryoye Stuttgart & Umgebung e. V.
- Suryoye Heidelberg/Sinsheim e. V.

## Vorstand
| HSA-Vorstand 2015–2017 | HSA-Vorstand 2015–2017 | HSA-Vorstand 2015–2017                                  |
| ---------------------- | ---------------------- | ------------------------------------------------------- |
| Vorsitzender:          | Saliba Joseph          | Aramäischer Sport- und Kulturverein Tur Abdin Kirchardt |
| Vorsitzende:           | Roze Oezmen            | Ratsfrau der Stadt Delbrück                             |
| Schriftführerin:       | Maria Maroge           | Aramäischer Sport- und Kulturverein Aramäer Heilbronn   |
| Schriftführer:         | Aziz Kurt              | Suryoye Kulturverein Hamburg                            |
| Kassierer:             | Fadi Korkes            | Suryoye Tauberbischofsheim                              |
| Kassierer:             | Denho Akay             | Suryoye Pforzheim                                       |